# شرکت بازرگانی دولتی ایران
شرکت مادر تخصصی بازرگانی دولتی ایران شرکتی زیرمجموعهٔ وزارت جهاد کشاورزی است که در زمینهٔ بازرگانی دولتی و سیاستگذاری فعالیت می‌کند. این شرکت وظایفی چون خرید تضمینی کالاهای اساسی تولید داخلی و نیز واردات و توزیع کالاهای اساسی و حفظ ذخیرهٔ استراتژیک این کالاها را بر عهده دارد.

## تاریخچه
در تیر ۱۳۵۳ شرکت سهامی گسترش خدمات بازرگانی تأسیس شد. در برنامه سوم توسعه ایران، شرکت سهامی قند و شکر کشور منحل شد و وظایف آن به شرکت سهامی گسترش خدمات بازرگانی منتقل شد. همچنین معاونت خدمات بازرگانی در آن ادغام شد و از خرداد ۱۳۷۷ نام آن به سازمان گسترش خدمات بازرگانی عوض شد. از خرداد ۱۳۸۱ شرکت سهامی بازرگانی دولتی ایران در این سازمان ادغام و نام آن به شرکت بازرگانی دولتی ایران تغییر پیدا کرد. از اسفند ۱۳۸۲ سازمان غله کشور در این شرکت ادغام شد. در سال ۱۳۹۳ این شرکت به وزارت جهاد کشاورزی منتقل شد. سپس در سال ۱۳۹۸ به وزارت صنعت، معدن و تجارت بازگشت. ولی در سال ۱۴۰۰ دوباره به وزارت جهاد کشاورزی منتقل شد.